# Phoxophrys spiniceps
Phoxophrys spiniceps là một loài thằn lằn trong họ Agamidae. Loài này được Smith mô tả khoa học đầu tiên năm 1925.